# 許遠

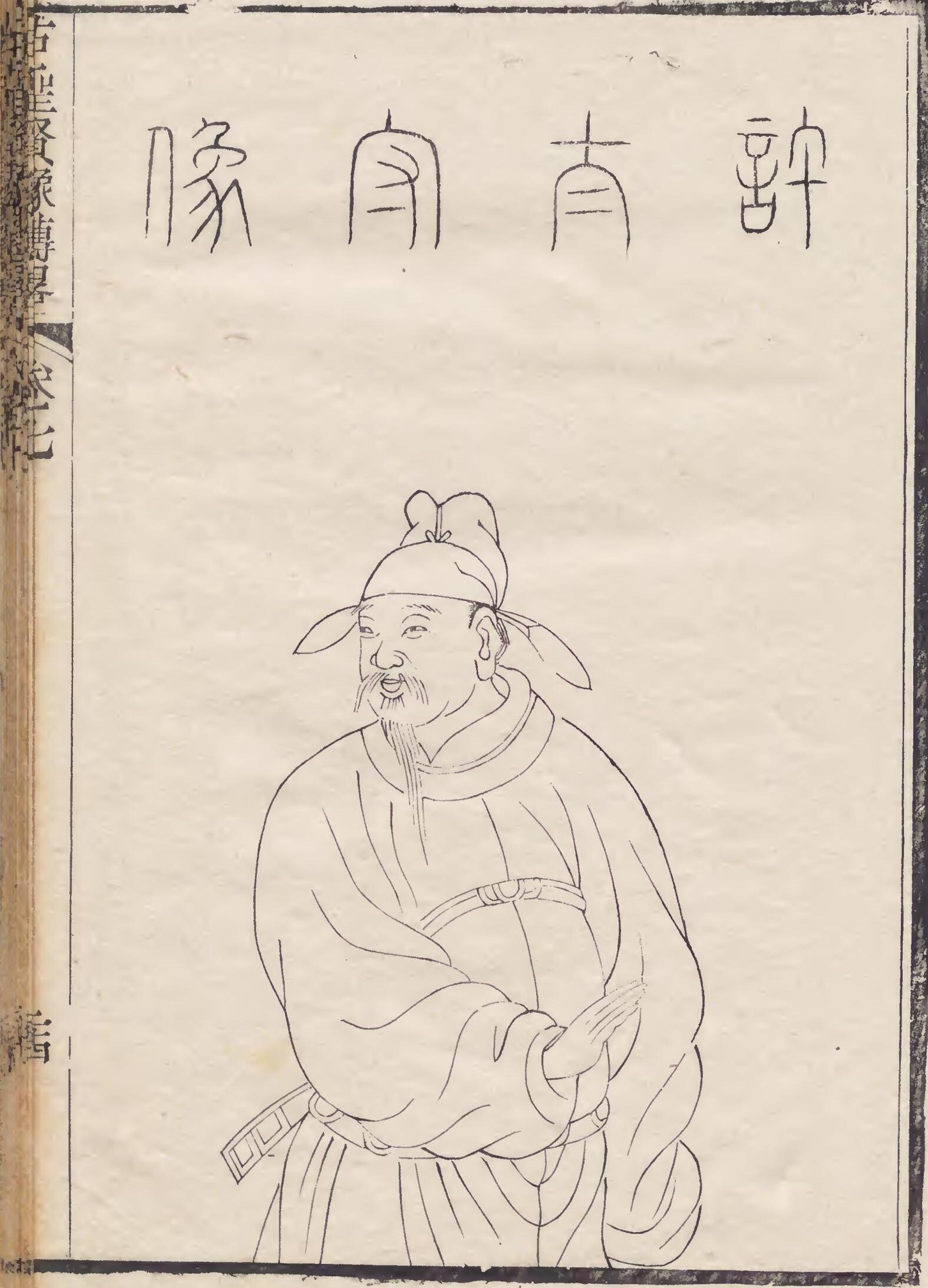
許遠

許 遠（きょ えん、景雲3年（709年） - 至徳2載（757年））は、唐の政治家。杭州塩官県の人。安史の乱に際し、張巡とともに睢陽城防御で活躍したが、捕らえられ後に殺された。

## 経歴
右羽林将軍の許望の子として生まれた。高宗に仕えた許敬宗の玄孫。寛厚な人柄で、事務に明るかったという。河西で従軍し、その後、剣南節度使の章仇兼瓊に属し、吐蕃との戦いで安戎城の守備に従事した。しかし、章仇兼瓊の娘との婚姻話を断り、怒りを買ったため、高要の尉に左遷され、後に許されている。
安禄山の反乱に際して、玄宗に睢陽太守に任命された。張巡と一手になった時、才能が及ばないとして、軍事上の配下になりたいと言ったが、張巡は辞退したため、許遠は兵糧と兵器だけを扱うことにした。張巡とは、同年生まれで、張巡の方が早生まれであったため、兄と呼んだという。張巡と睢陽城守備を行ったが、援軍を得られなかった。落城の後、張巡・南霽雲・雷万春・姚誾らは殺されたが、ただ一人洛陽に連行され、安慶緒の洛陽放棄の際に殺されている。なお、援軍を得られなかったのは、唐軍内における不和が原因であった。
落城の際、敵は許遠が守備したところから進入したのと、一人だけ死なずに捕虜になったため、降伏したのではないかという死後の批判も一部あったが、死後、睢陽に廟が建てられている。

## 伝記資料
- 『旧唐書』巻百八十七下 列伝第百三十七下　忠義下「許遠伝」
- 『新唐書』巻百九十二 列伝第百一十七　忠義中「許遠伝」
- 韓愈「張中丞伝後序」